# 保集健康
毅信控股有限公司，簡稱毅信控股（英語：Ngai Shun Holdings Limited，港交所：1246），在1983年，由林榮森，以及謝麗芳（為黃世忠（主席）、黃世禮、黃世義及黃世誠的母親，以及黃越生妻子）於香港（總部）成立「毅信鑽探工程公司」（「毅信鑽探工程有限公司」前身）。
業務在香港經營建築和基礎設施項目中的套入岩石鋼樁、微型樁、鋼管樁、支護樁、泥釘、灌漿和土地鑽探工作。
股份在2013年10月16日，於港交所主板上市。招股價為0.83至1.03港元之間，發行新股為1億股，集資額為約1億港元。

## 連結
- ngaishun.com.hk （页面存档备份，存于）